# Mercedes-Benz GLE-Клас
Mercedes-Benz GLE-Клас — автомобіль SUV-класу марки Mercedes-Benz, що виготовляється з 2015 року і прийшов на заміну Mercedes-Benz ML-Класу. Ці автомобілі розроблені насамперед для північноамериканського ринку, на території США виробляються на заводі Daimler AG в штаті Алабама. GLE-клас поєднує в собі найважливіші характеристики позашляховика, мінівена, універсала і легкового автомобіля, будучи автомобілем багатоцільового призначення.

## Перше покоління (W166, 2015—2018)

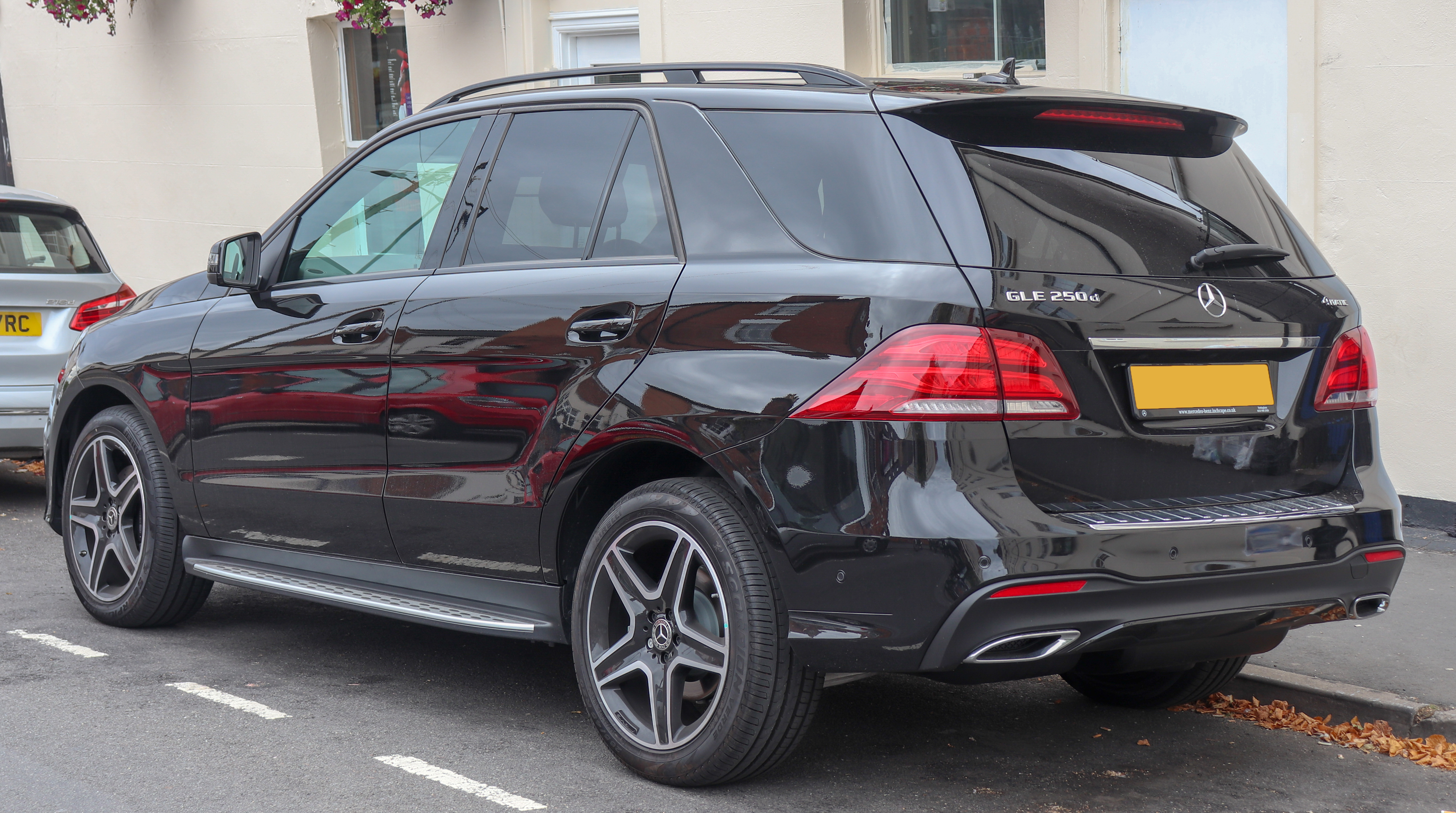
Mercedes-Benz GLE 250D 4Matic

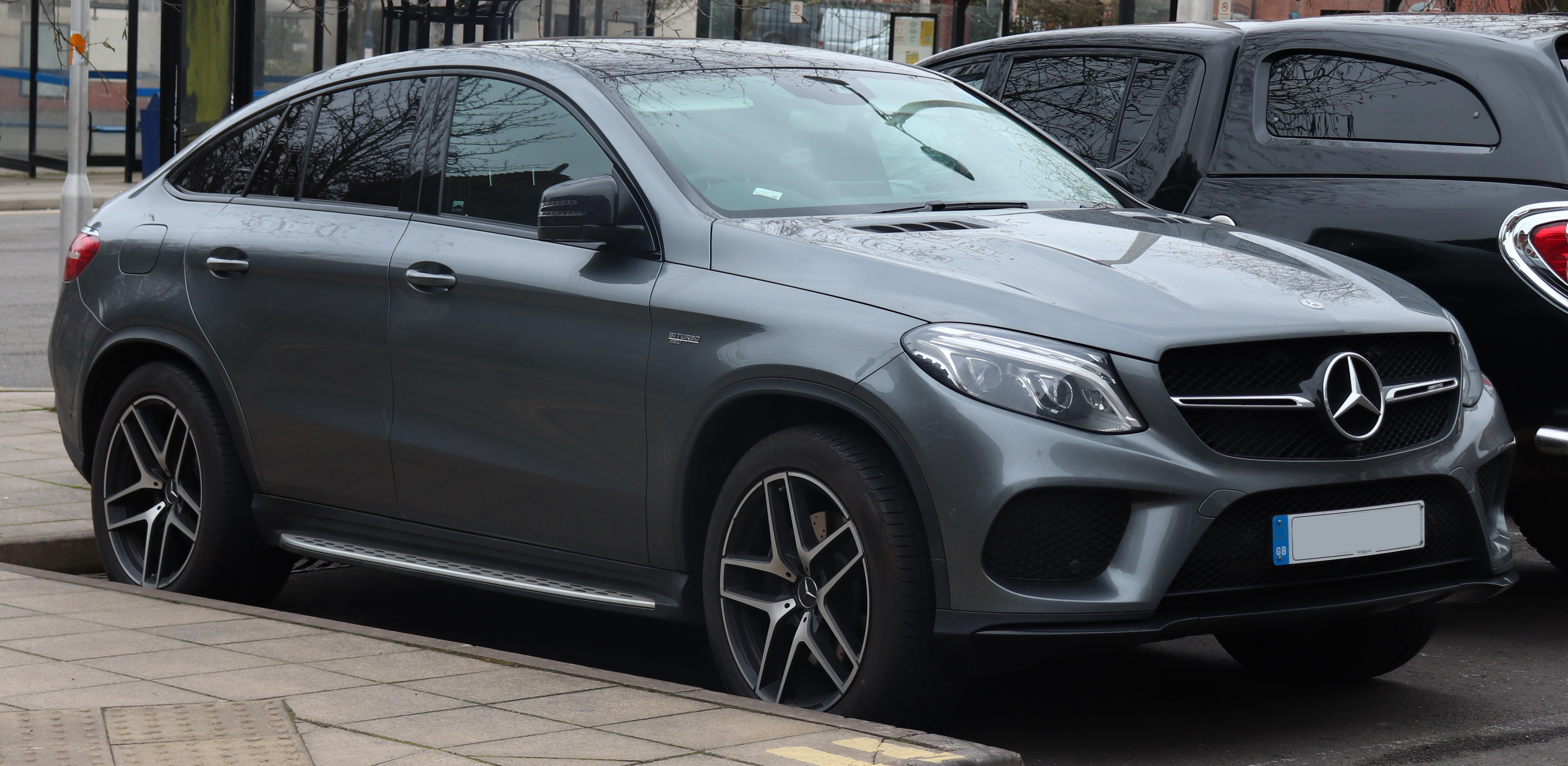
Mercedes-Benz GLE Coupe

Прем'єра кросовера GLE-класу першого покоління пройшла на автосалоні в Нью-Йорку 1 квітня 2015 року. Автомобіль є рестайлінговою версією третього покоління ML-класу. Крім зовнішніх змін, що торкнулися передню оптику і задні ліхтарі, змінилося також і іменування класу: тепер розкішні повнорозмірні кросовери називаються Mercedes-Benz GLE-клас. Корма залишилася колишньою, за винятком трохи видозмінилися патрубків вихлопної системи і світлодіодних ліхтарів. Модернізації піддався і салон автомобіля, де встановили змінену панель приладів.
Паралельно з'явилася версія купе GLE Coupe.

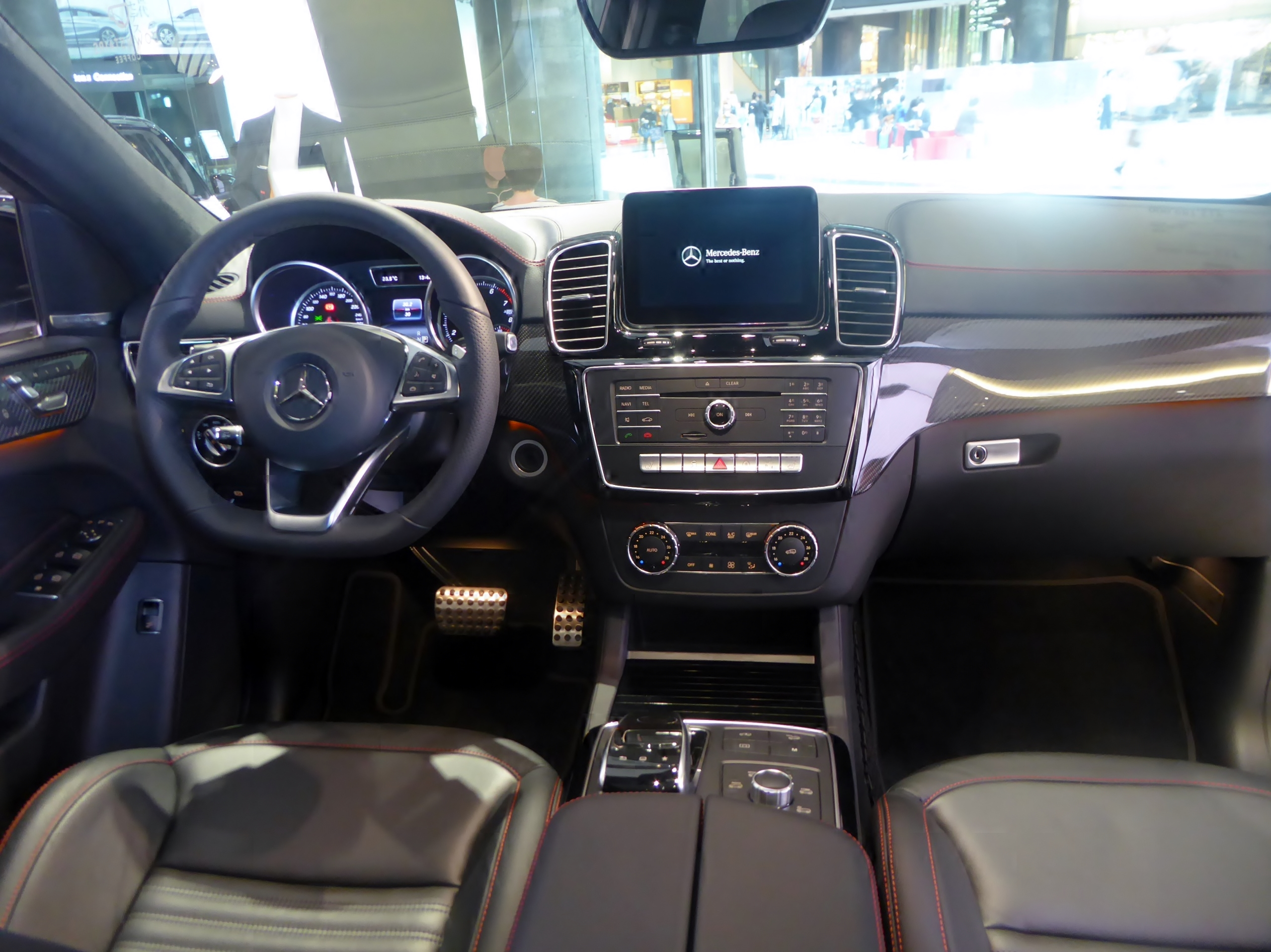
Салон

За даними виробника, у новому кросовері витрата палива і викиди CO2 скорочені в середньому на 17 % порівняно з попередньою моделлю. Так, базовий задньопривідний варіант GLE 250d, який оснащений 204-сильним дизелем (2,1 л), має витрата в 5,4 л/100 км і викиди CO2 в 140 г/км. Ще один варіант на важкому паливі (GLE 350d 4MATIC) має під капотом трилітровий дизель V6 (258 к. с., 620 Н·м) і витрачає 6,4 л/100 км.
Далі за шкалою версій моделі слідують бензинові варіанти з двигунами твін-турбо: GLE 400 4MATIC (V6, 3,0 л, 333 к. с., 480 Н·м) і GLE 500 4MATIC (V8, 4,7 л, 435 к. с., 700 Н·м).
Стандартним оснащенням для всіх дизельних версій кроссовера є дев'ятирівнева автоматична коробка передач 9G-TRONIC. За даними виробника, ефективність роботи гідротрансформатора в ній становить 92 %. Решта версій у стандарті оснащені «автоматом» 7G-TRONIC, а два спортивних варіанти — семиступінчастою роботизованою коробкою AMG Speedshift MCT.
Один із невіддільних атрибутів автомобіля — система настройки параметрів їзди Dynamic Select. Крім чотирьох стандартних режимів (Individual, Comfort, Slippery, Sport), варіанти з повним приводом 4MATIC можуть запропонувати два додаткових: Offroad і Offroad+. Останній цікавий тим, що дозволяє задіяти знижувальну передачу і стовідсоткове блокування диференціала. Додатковим підмогою на бездоріжжі служить пневмопідвіска Airmatic, завдяки якій можна збільшити кліренс до 285 мм і подолати брід завглибшки 600 мм. Додамо, що система повного приводу 4MATIC розподіляє крутний момент у співвідношенні 50:50, а в спортивних варіантах із приставкою «AMG» робить пріоритет на користь задньої осі (40:60).
Вперше в своєму класі Mercedes-Benz GLE пропонує висувний зчіпний пристрій і систему динамічної стабілізації для причепа. Максимальна маса останнього може становити 3,5 тонни.
Широкий список стандартного оснащення нової моделі пропонується доповнити за допомогою опціональних пакетів. У їх складі можна отримати системи моніторингу «сліпих зон» і утримання на смузі, автопаркування і камери кругового огляду, спортивні сидіння (у складі пакету AMG Line), аудіосистеми Harman Kardon або Bang & Olufsen, а також багато інших опцій.
До списку опцій додалося нове обладнання, зокрема, з'явилася система компенсації бічного вітру Crosswind Assist і автоматичного гальмування Collision Prevention Assist Plus, світлодіодне адаптивне головне світло, автоматичне закриття всіх дверей і так далі.

### Mercedes-Benz GLE 500 e
Велику увагу заслуговує версія GLE 500e 4MATIC — по суті, перший у лінійці кросоверів і позашляховиків зі Штутгарта заряджаємий гібрид. Автомобіль оснащений трилітровим бензиновим двигуном V6 BlueDIRECT (333 к. с.) і додатковим електромотором (116 к. с.), вбудованим у блок семиступінчастою трансмісії 7G-TRONIC. Максимальна потужність гібридної системи досягає 442 к. с., а крутний момент — 650 Н·м. Гібрид здатний проїжджати на електротязі до 30 км, розвиваючи швидкість до 130 км/год. Як підсумок — зниження витрати палива до 3,3 л/100 км (витрата електрики на 100 км складає 16,7 кВт·год). Живить батарея ємністю 8,8 кВт·год може підзаряджатися як під час руху, так і від електромережі (включаючи домашню напругою 220 вольт) під час стоянки — на це буде потрібно близько двох годин.

### Mercedes-AMG GLE 63

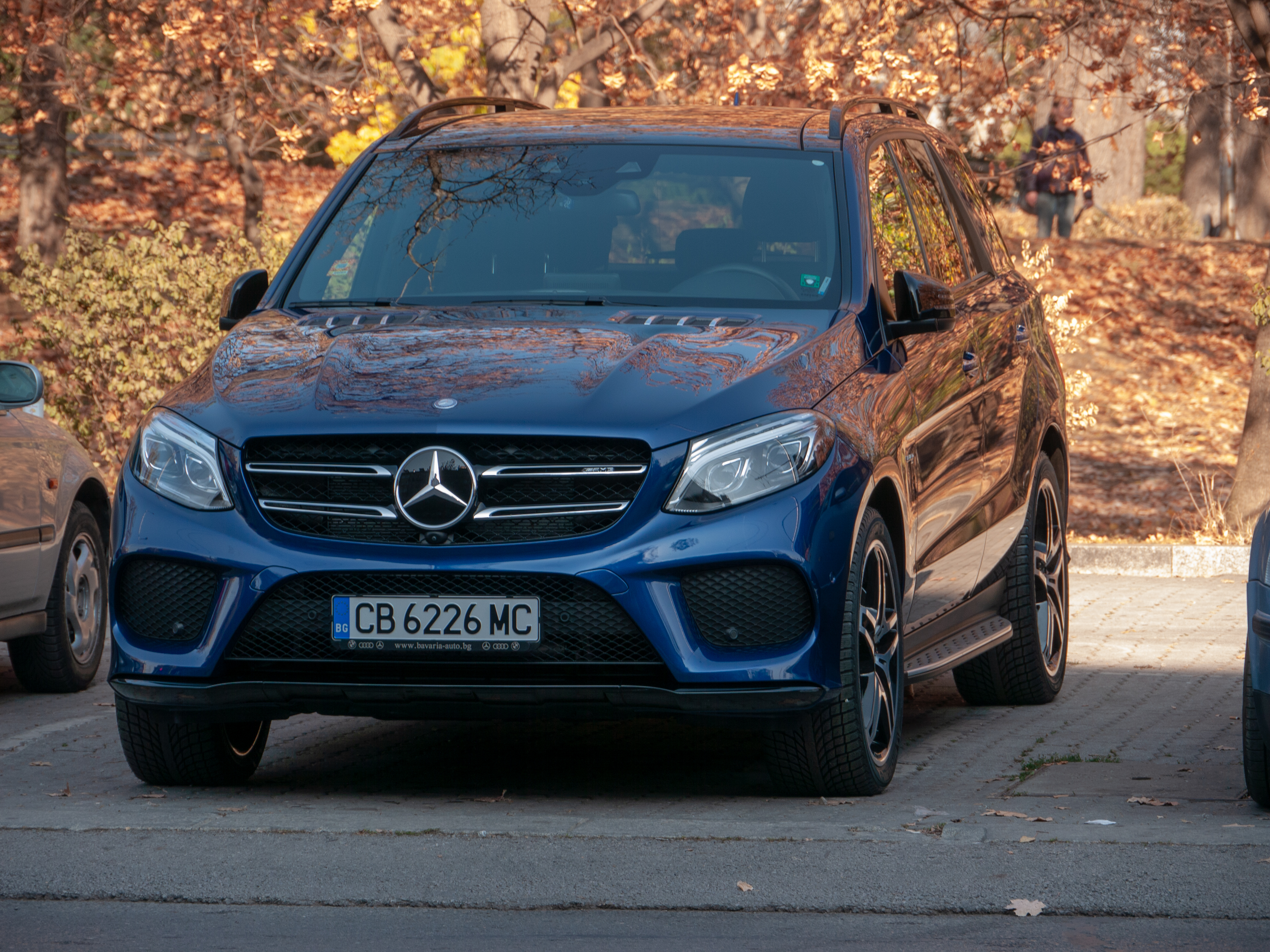
Mercedes-AMG GLE 43

Вершиною лінійки Mercedes-Benz GLE є спортивні варіанти з потужним 5,5-літровим двигуном V8. Але якщо раніше їх позначали окремо стоїть приставкою «AMG», то зараз ця приставка стала частиною імені марки. 557-сильний варіант (Mercedes-AMG GLE 63 4MATIC) має крутний момент 700 Н·м і розганяється до 100 км/год за 4,3 секунди. Кросовер потужністю 585 к. с. носить назву Mercedes-AMG GLE 63 S 4MATIC, має в своєму розпорядженні максимальною тягою 760 Н·м і розганяється до «сотні» за 4,2 секунди. В обох випадках стеля швидкості складає 250 км/год, але як опцію його можна збільшити до 280 км/год.

### Двигуни
| Модель           | Роки виробництва | Код двигуна: Циліндри ГРМ | Об'єм    | Потужність                                     | Крутний момент                  | Система живлення                            |
| ---------------- | ---------------- | ------------------------- | -------- | ---------------------------------------------- | ------------------------------- | ------------------------------------------- |
| GLE 250 D 4MATIC | 08/2015—05/2018  | OM651: I4 DOHC            | 2143 см³ | 204 к. с. (150 кВт) при 4200 об/хв             | 500 Н·м при 1600—1800 об/хв     | Common rail                                 |
| GLE 350 D 4MATIC | 08/2015—         | OM642: V6 DOHC            | 2987 см³ | 258 к. с. (190 кВт) при 3600 об/хв             | 620 Н·м при 1600—2400 об/хв     | Common rail                                 |
| GLE 320 4MATIC   | 08/2015—         | M276: V6 DOHC             | 3498 см³ | 272 к. с. (200 кВт) при 5000 об/хв             | 400 Н·м при 1300—4500 об/хв     | пряме вприскування турбо                    |
| GLE 350 4MATIC   | 08/2015—         | M276: V6 DOHC             | 3498 см³ | 306 к. с. (225 кВт) при 6500 об/хв             | 370 Н·м при 3500—5250 об/хв     | пряме вприскування                          |
| GLE 400 4MATIC   | 08/2015—05/2018  | M276: V6 DOHC             | 2996 см³ | 333 к. с. (245 кВт) при 5250—6000 об/хв        | 480 Н·м при 1600—4000 об/хв     | пряме вприскування, бітурбо                 |
| GLE 43 AMG       | 08/2015—05/2018  | M276: V6 DOHC             | 2996 см³ | 367 к. с. (270 кВт) при 5500—6000 об/хв        | 520 Н·м при 2000—4200 об/хв     | пряме вприскування, бітурбо                 |
| GLE 500 4MATIC   | 08/2015—05/2018  | M278: V8 DOHC             | 4663 см³ | 435 к. с. (320 кВт) при 5250 об/хв             | 700 Н·м при 1600—4750 об/хв     | пряме вприскування, бітурбо                 |
| GLE 500 e 4MATIC | 08/2015—05/2018  | M278: V6 DOHC             | 2996 см³ | 333+116 к. с. (245+85 кВт) при 5250—6000 об/хв | 480+340 Н·м при 1600—4000 об/хв | пряме вприскування, бітурбо + електродвигун |
| GLE 63 AMG       | 08/2015—05/2018  | M157: V8 DOHC             | 5461 см³ | 557 к. с. (410 кВт) при 5260—5750 об/хв        | 700 Н·м при 2000—5000 об/хв     | пряме вприскування, бітурбо                 |
| GLE 63 S AMG     | 08/2015—05/2018  | M157: V8 DOHC             | 5461 см³ | 585 к. с. (430 кВт) при 5260—5500 об/хв        | 760 Н·м при 2000—5000 об/хв     | пряме вприскування, бітурбо                 |

## Друге покоління (W167, з 2018)

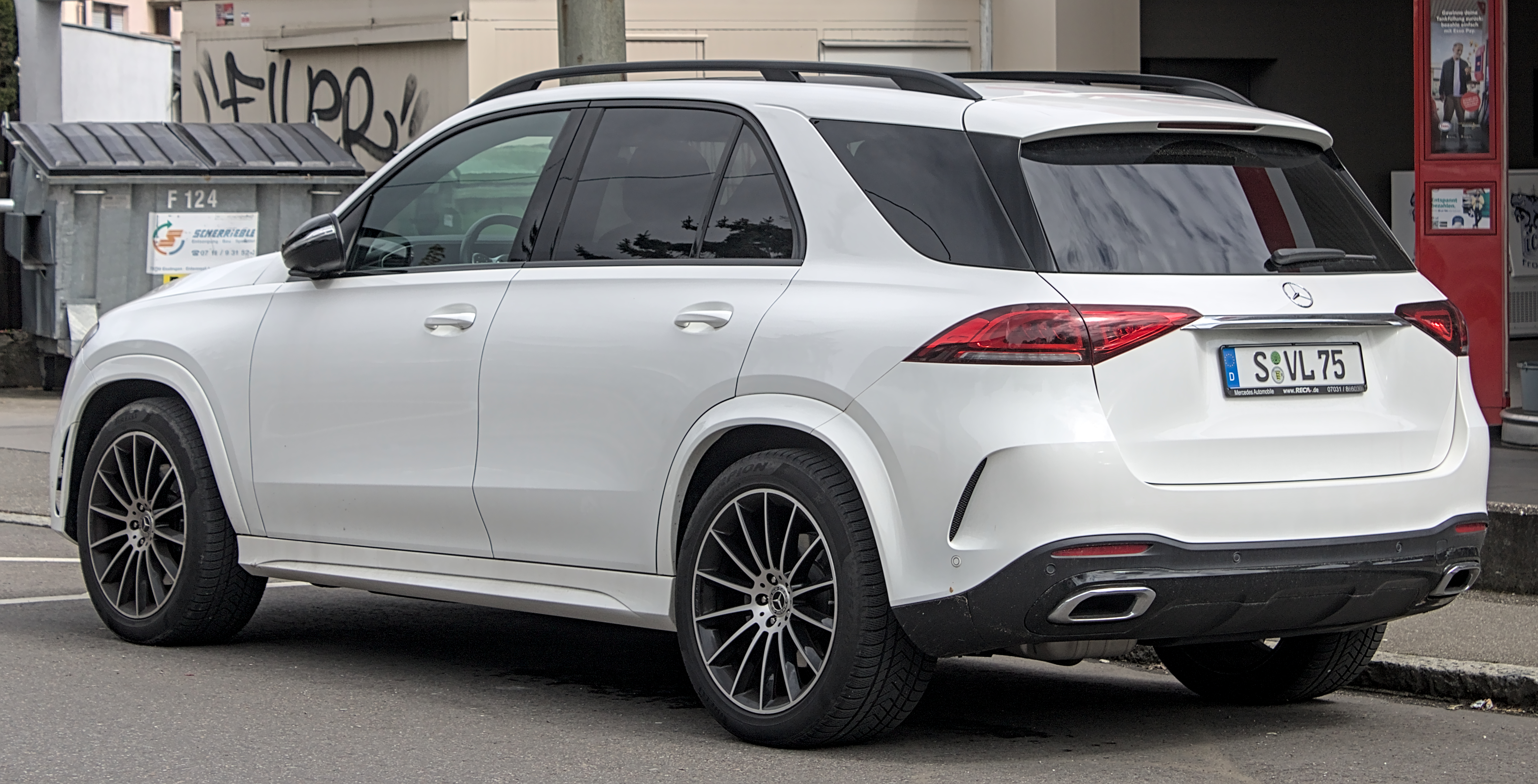
Mercedes-Benz GLE 350 4Matic (2018–2023)

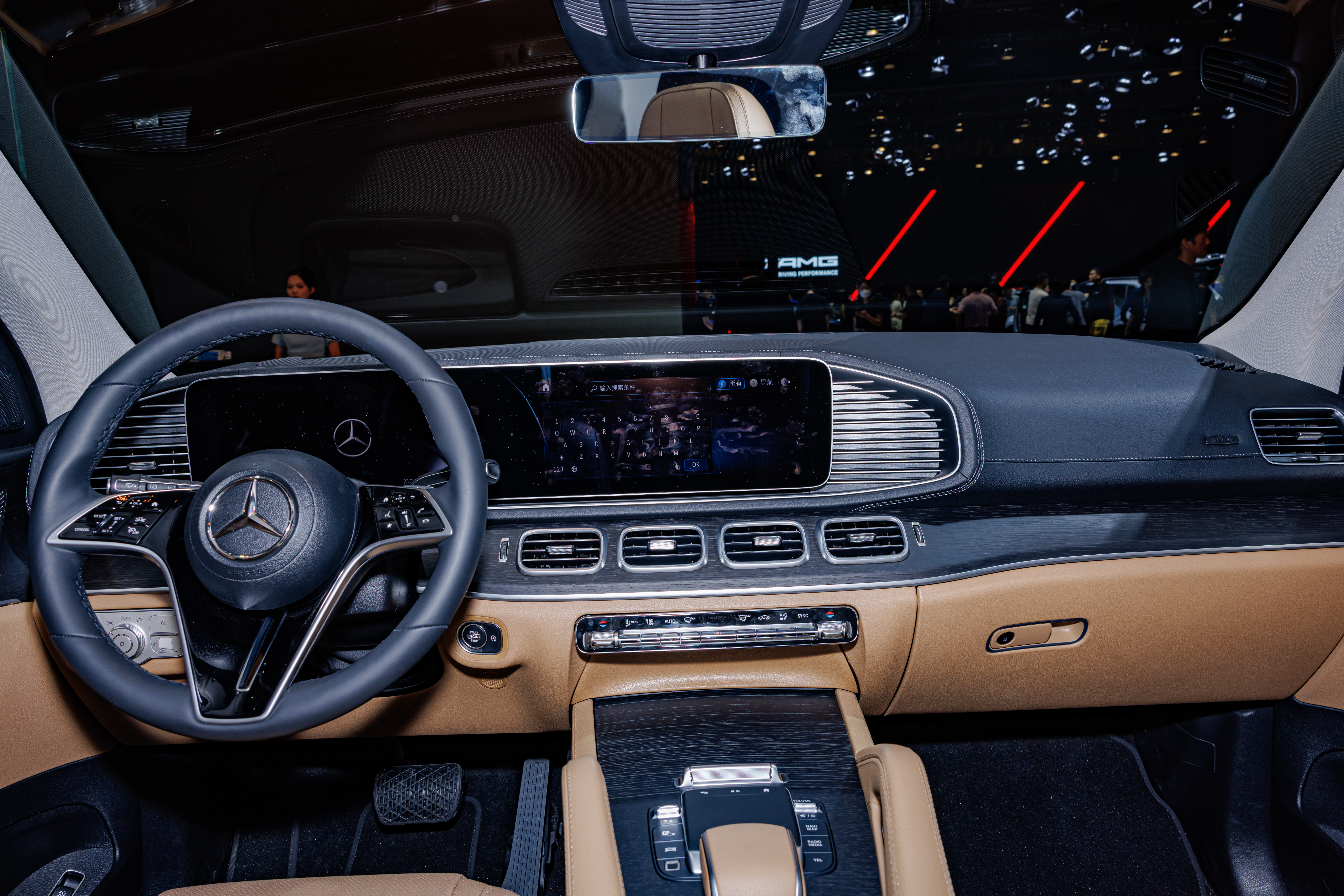
Mercedes-Benz GLE (W167)

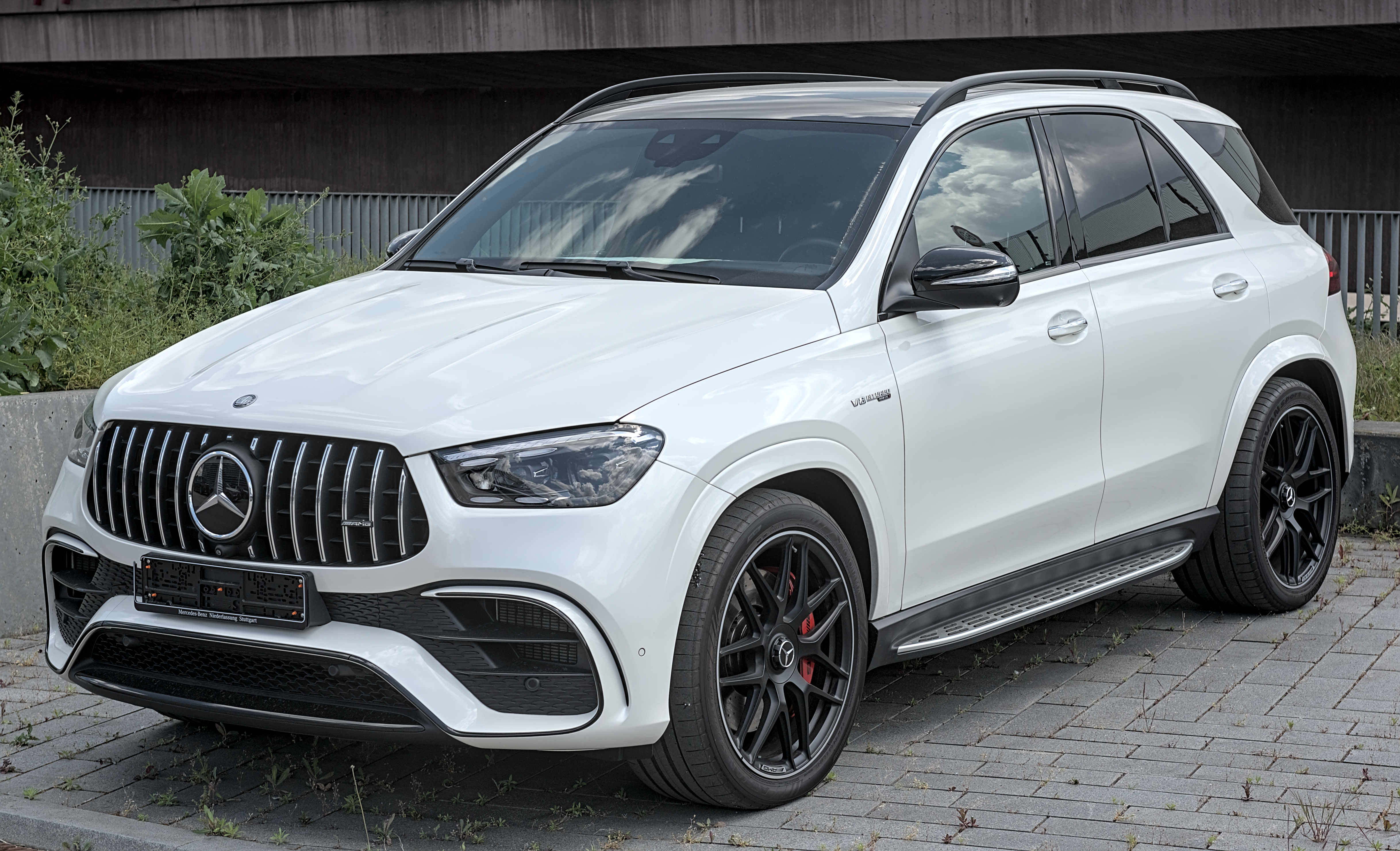
Mercedes-AMG GLE 63 S

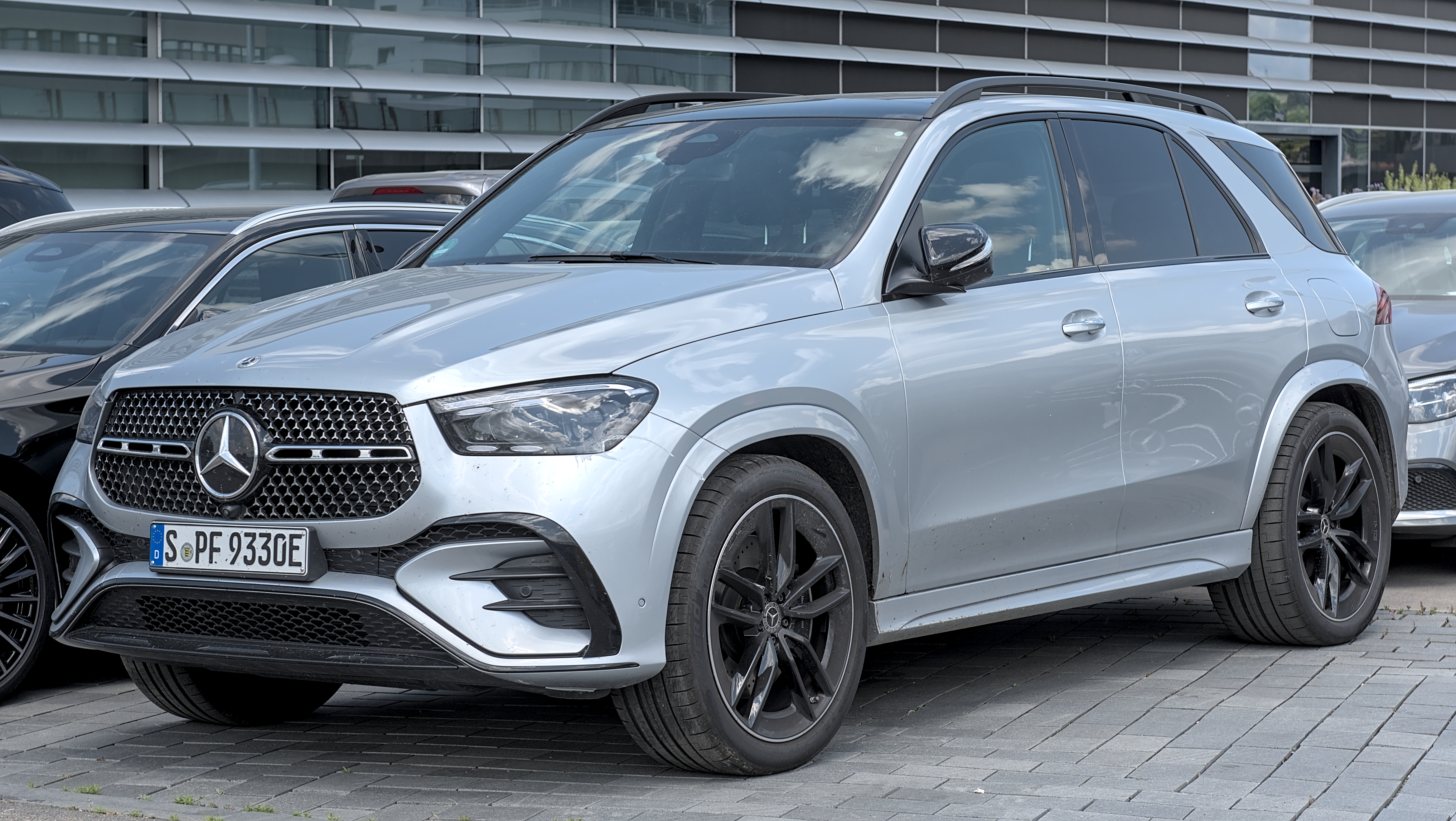
Mercedes-Benz GLE 350 4Matic (з 2023)

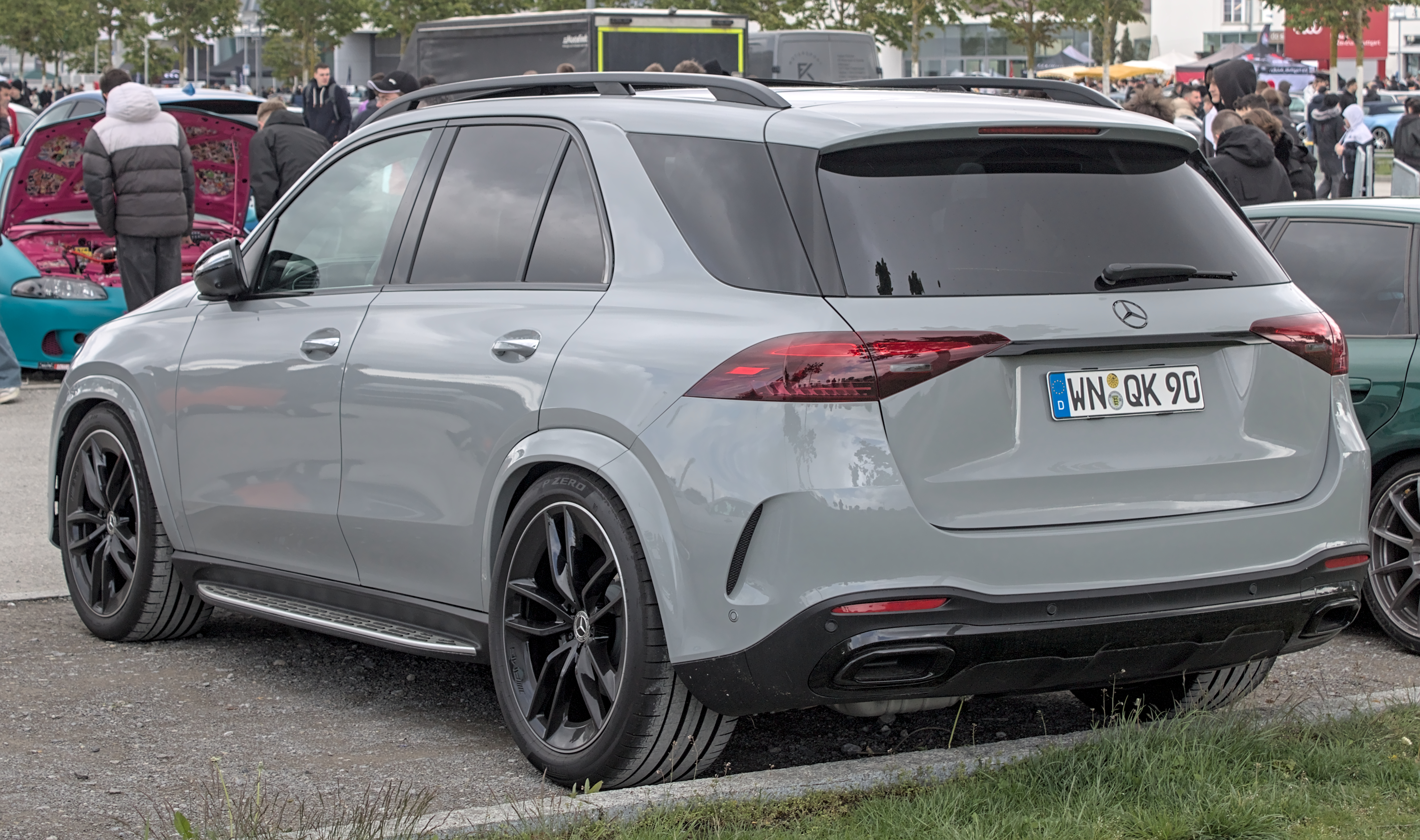
Mercedes-Benz GLE 350 4Matic (з 2023)

У жовтні 2018 року дебютував Mercedes-Benz GLE-Клас другого покоління.
Mercedes GLE з індексом W167 базується на модульній платформі MHA з дворичажною передньою і багаторичажною задньою підвіскою. За замовчуванням GLE оснащається пасивною підвіскою, але в якості опції покупцям пропонують і багатокамерну пневмопідвіску, і електроннокеровані амортизатори. Також опційно доступні цифрова панель приладів і мультимедійна система MBUX. Коефіцієнт опору повітрю скорочений з 0,32 до 0,29.
Маса моделі скорочується на 100—150 кг за рахунок легшого гібридного кузова із високоякісних сортів сталі, алюмінієвих та магнітних сплавів. Велика частина моторної гами складають рядні двигуни з чотирма або шести циліндрами. З чуток, бензинові агрегати будуть розвиватися від 245 до 435 к. с., а дизельні — від 286 до 340 к. с. У модельному ряді також очікуються модифікації GLE 500 з наддувним V8 4.0 і спортивні Mercedes-AMG GLE 53 4Matic+ потужністю 435 к. с. та GLE 63/63 S 4Matic потужністю 612 к. с. Всі версії GLE без альтернативи отримали «автомат» 9G-Tronic. А ось повний привід залежить від модифікації. Найпростіший буде на GLE з чотирициліндровими моторами — раздатка, що розподіляє тягу між осями навпіл, і електронна імітація блокування за рахунок пригальмовування окремих коліс. Інші версії оснащуються системою, у якій роздатка доповнена електронно керованою багатодисковою муфтою, здатною гнучко перерозподіляти тягу (причому тут може йти до 100 % крутного моменту на одну вісь).
Опційна система E-Active Body Control (на версіях із шістьма циліндрами і вище) поєднується з пневмопідвіскою Airmatic і дозволяє контролювати і параметри пружних елементів, і ступінь опору амортизаторів індивідуально для кожного колеса. Більш того, у цієї системи з'явилася унікальна функція Free-driving. Якщо машина зарилася в піску, підвіска може кілька разів енергійно підняти і опустити кузов, що змінює навантаження на шини і допомагає звільнитися. Причому рівень підвіски навіть задається окремо для кожного колеса через сенсорний екран, що може стати в пригоді у важких місцях (наприклад, якщо в яму провалився тільки одне колесо).
Серед інших новацій моделі: система Active Tailback Assist, що розпізнає хвіст пробки на ранній стадії (як завдяки радару, так і інформації з Мережі) і допомагає рухатися в режимі stop&go на швидкостях до 60 км/год; функція Turn-off у системі автоматичного гальмування — електроніка знижує швидкість машини в повороті, якщо визначає, що виник ризик зіткнення із зустрічними автомобілями. На першому ряду можна замовити сидіння Energizing, які знижують стомлюваність у дальній поїздці за рахунок періодичних крихітних рухів подушки і спинки.
Mercedes оновив GLE для 2021-го модельного року. Виробник поповнив лінійку двигунів двома високопродуктивними силовими агрегатами: GLE 53 на 429 к. с. та GLE 63 S на 603 к. с.
У 2024 році Mercedes-Benz вніс зміни в дизайн кузова GLE, оновив мультимедіа та додав до лінійки плагін-гібрид GLE 450e.

### Mercedes-Benz GLE 350 de 4Matic
У вересні 2019 року дебютував гібрид GLE 350 de 4Matic, що заряджається від розетки. В автомобілі працює дизель об’ємом 2,0 л із віддачею 194 к. с., 400 Н·м і електромотор на 136 к. с., 440 Н·м. Комбінована віддача системи складає 320 к. с., 700 Н·м. Тяговий акумулятор тут 31,2 кВт·год. Він забезпечує автомобілю пробіг 90—99 км по циклу WLTP тільки на одній електриці або 106 км по циклу NEDC. Максимальна швидкість обмежена електронікою на рівні 210 км/год (тільки на електромоторі можна розвинути 160), а розгін від нуля до сотні займає 6,8 с.

### Безпека
Стандартні функції безпеки в Mercedes GLE 2020 року включають камеру заднього виду, контроль сліпих зон, активну допомогу при гальмуванні і контроль уваги водія. У стандартному активному асистенті паркування використовуються датчики паркування для автоматичного управління позашляховиком у паралельних паркувальних місцях. Також включена система попередньої безпеки Mercedes.
Доступні функції безпеки включають у себе дисплей із випередженням, адаптивний круїз-контроль із функцією зупинки і руху, активну допомогу при керуванні, автоматичне екстрене гальмування, моніторинг пішоходів і велосипедистів, допомогу при зміні смуги руху та допомогу при обмеженні швидкості.

### Двигуни
Дизельні
- GLE 300d 2,0 л OM 654 DE 20 I4 245 к. с. 500 Н·м
- GLE 350d 3,0 л OM 656 D 29 I6 272 к. с. 600 Н·м
- GLE 400d 3,0 л OM 656 D 29 I6 330 к. с. 700 Н·м

Гібридні
- GLE 350de 2,0 л OM 654 DE 20 I4 + електродвигун 194 + 136 к. с. 400 + 440 Н·м, сумарно 320 к. с. 700 Н·м
- GLE 450 3,0 л M 256 E 30 DEH LA I6 + електродвигун 367 + 22 к. с. 500 + 250 Н·м
- AMG 53 3,0 л M 256 E 30 DEH LA G I6 + електродвигун 435 + 22 к. с. 520 + 250 Н·м
- GLE 580 4,0 л M 177 V8 + електродвигун 489 + 22 к. с. 700 + 250 Н·м
- AMG 63 4,0 л M 177 DE 40 AL V8 + електродвигун 571 к. с. + 22 к. с. 750 + 250 Н·м
- AMG 63S 4,0 л M 177 DE 40 AL V8 + електродвигун 612 к. с. + 22 к. с. 850 + 250 Н·м

## Продажі в США
| Рік  | Вироблено | Продано в США |
| ---- | --------- | ------------- |
| 2015 |           | 53 217        |
| 2016 |           | 51 791        |
| 2017 |           | 54 595        |